# Merionoeda splendida
Merionoeda splendida är en skalbaggsart som beskrevs av Fernando Chiang 1981. Merionoeda splendida ingår i släktet Merionoeda och familjen långhorningar. Inga underarter finns listade i Catalogue of Life.